# Miss Grand Brasil 2019
Miss Grand Brasil 2019 será la 2° edición del certamen Miss Grand Brasil y se realizará el 28 de febrero de 2019 en Dall'Onder Grande Hotel, Bento Gonçalves, Río Grande del Sur. Veintisiete candidatas de todo Brasil competirán por el título nacional, obteniendo el derecho de representar al país en Miss Grand Internacional 2019. Al final del evento Gabrielle Vilela Miss Grand Brasil 2018 coronará a su sucesora quien competirá en Miss Grand Internacional 2019.
Del grupo de finalistas, se elegirá a las representantes rumbo a los certámenes: Miss Grand Internacional y muchos otros concursos de belleza internacionales.

## Resultado

### Colocación
| Posición                                                | Candidata |
| Ganadora (Miss Grand Brazil 2019)                       | - São Paulo - Marjorie Marcelle                                                                                                   |
| Primera Finalista (Reina Hispano-Americana Brasil 2019) | - Maranhão - Amanda Brenner |
| Segunda Finalista (Miss Friendship Brazil 2019)         | - Minas Gerais - Lorena Rodrigues                                                                                                 |
| Tercera Finalista                                       | - Río de Janeiro - Isabelle Pandini                                                                                               |
| Cuarta Finalista                                        | - Espírito Santo - Amanda Cardoso                                                                                                 |
| (TOP 09)                                                | - Ceará - Yasmin Martins - Pernambuco - Eslovênia Marques - Río Grande del Sur - Vanessa Salva - Santa Catarina - Thylara Brenner |
| (TOP 12)                                                | - Alagoas - Gabriela Ribeiro - Pará - Thalita Maués - Paraná - Poliana Rosa                                                       |
| (TOP 15)                                                | - Mato Grosso do Sul - Luciana Novais - Paraíba - Jéssica Costa - Sergipe - Gabriela Santana                                      |

### Premio especial
El concurso distribuyó los siguientes premios este año:
| Premio                      | Candidata                           |
| Miss Fotogenia              | - Río de Janeiro - Isabelle Pandini |
| Miss Popularidad            | - Minas Gerais - Lorena Rodrigues   |
| Mejor Cuerpo                | - São Paulo - Marjorie Marcelle     |
| Mejor en Traje de Gala      | - Minas Gerais - Lorena Rodrigues   |
| Mejor en redes sociales     | - Paraná - Poliana Rosa             |
| Miss Cordialidad Dall'Onder | - Espírito Santo - Amanda Cardoso   |
| El Más Hermoso Cabello      | - Amazonas - Fabielle Pereira       |

## Candidatas
| Estados            | Candidata             | E  | A    | Ciudad Natal          | R      |
| Alagoas            | Gabriela Ribeiro      | 20 | 1.72 | Maceió                | [ 3 ]  |
| Amazonas           | Fabielle Pereira      | 25 | 1.65 | Maués                 | [ 4 ]  |
| Bahia              | Luiza Braz            | 18 | 1.68 | Salvador              | [ 5 ]  |
| Ceará              | Yasmin Martins        | 22 | 1.75 | Maracanaú             | [ 6 ]  |
| Distrito Federal   | Laís Barros           | 24 | 1.75 | Gama                  | [ 7 ]  |
| Espírito Santo     | Amanda Cardoso        | 21 | 1.70 | Florianópolis         | [ 8 ]  |
| Goiás              | Claudianne Vacarezza  | 22 | 1.72 | Anápolis              |        |
| Maranhão           | Amanda Brenner        | 22 | 1.75 | Santa Maria           | [ 9 ]  |
| Mato Grosso        | Thaisa Cristina Boeno | 22 | 1.75 | Rondonópolis          | [ 10 ] |
| Mato Grosso do Sul | Luciana Novais        | 24 | 1.70 | Anápolis              | [ 11 ] |
| Minas Gerais       | Lorena Rodrigues      | 23 | 1.81 | Juiz de Fora          | [ 12 ] |
| Pará               | Thalita Maués         | 26 | 1.70 | Belém                 | [ 13 ] |
| Paraíba            | Jéssica Costa         | 27 | 1.71 | São José dos Campos   | [ 14 ] |
| Paraná             | Poliana Rosa          | 27 | 1.71 | Curitiba              | [ 15 ] |
| Pernambuco         | Eslovênia Marques     | 22 | 1.79 | Caruaru               | [ 16 ] |
| Río de Janeiro     | Isabelle Pandini      | 27 | 1.68 | São José do Rio Preto | [ 17 ] |
| Río Grande del Sur | Vanessa Salva         | 25 | 1.75 | Lajeado               | [ 18 ] |
| Rondonia           | Gisele Cristina       | 17 | 1.75 | Presidente Médici     | [ 19 ] |
| Santa Catarina     | Thylara Brenner       | 25 | 1.79 | Balneário Camboriú    | [ 20 ] |
| São Paulo          | Marjorie Marcelle     | 23 | 1.75 | São Paulo             | [ 21 ] |
| Sergipe            | Gabriela Santana      | 26 | 1.77 | Aracaju               | [ 22 ] |
| Tocantins          | Monique Freitas       | 26 | 1.76 | Anápolis              | [ 23 ] |

## Sustituciones
- Alagoas: Rebecca Borges - Gabriela Ribeiro
- Ceará : Mylla Gurgel - Yasmin Martins
- Pernambuco : Alexandra Lopes - Eslovênia Marques
- Tocantins: Luciana Custódio - Monique Freitas

## Director Estatal
Responsables de seleccionar a las candidatas en sus respectivos Estados:
| - Alagoas - Maria Fernanda Schiavo - Bahia - Reginaldo Reis - Ceará - Yuri Borges - Distrito Federal - Mayck Carvalho - Espírito Santo - Alexandre Araújo - Goiás - Raffael Rodrigues - Maranhão - Reginaldo Reis - Mato Grosso - Welson Mesquita - Minas Gerais - Braz Alves | - Pará - Katia Correa - Pernambuco - Miguel Braga - Río de Janeiro - André Cruz - Rio Grande do Norte - Kenya Siqueira - Rio Grande do Sul - Caroline Venturini - Rondônia - Gleici Leite - Santa Catarina - Luiz Bozzano - São Paulo - André Cruz - Sergipe - Luiz Plinio - Tocantins - Raffael Rodrigues |